# Casbia farinalis
Casbia farinalis là một loài bướm đêm trong họ Geometridae.